# Peerawat Akkatam
Peerawat Akkatam (tiếng Thái: พีฬาวัช อรรคธรรม, sinh ngày 3 tháng 12 năm 1998) là một cầu thủ bóng đá người Thái Lan thi đấu ở vị trí hậu vệ cho câu lạc bộ Giải bóng đá Ngoại hạng Thái Lan Prachuap.

## Sự nghiệp quốc tế
Vào tháng 8 năm 2017, anh đoạt chức vô địch Bóng đá tại Đại hội Thể thao Đông Nam Á 2017 cùng với U-23 Thái Lan.